# Мубарак, Гамаль
Гама́ль Муба́рак (полное имя — Гамаль Эль Дин Мухаммад Хосни Саид Мубарак, араб. جمال مبارك‎ [ɡæˈmæːl moˈbɑːɾɑk]; 27 декабря 1963, Каир, Египет) — египетский политик и банкир, младший сын бывшего президента Египта Хосни Мубарака и его жены Сюзанны Мубарак.
Гамаль Мубарак получил образование в Американском университете Каира в области бизнеса. Работал в Bank of America, участвовал в основании финансовой компании в Великобритании.
В 2000 году вошёл в секретариат правящей Национально-демократической партии, в 2002 году был назначен руководителем политического комитета партии. В том же году появились слухи о том, что Гамаль может сменить своего отца на посту президента. В сентябре 2010 года из-за слухов о том, что Гамаль уже назначен преемником при своём больном отце, в Каире прошли акции протеста против такого варианта развития событий. Гамаль Мубарак рассматривался как один из возможных кандидатов в президенты от НДП на президентских выборах 2011 года. Тем не менее, ожидалось, что от НДП будет в очередной раз баллотироваться 83-летний Хосни Мубарак. Ранее (в 2004 году) Гамаль косвенно отрёкся от занятия президентского поста, публично заявив об отказе от принципа наследования власти. Эксперты ожидали, что в случае, если Гамаль Мубарак действительно займёт пост отца, ему придётся столкнуться с  сопротивлением «старой гвардии», «Братьев-мусульман» и бедуинов.
В 2007 году женился на Хадиге Эль Гаммаль, дочери египетского бизнесмена.
В январе 2011 года во время волнений в Египте покинул страну и прилетел в Лондон. 3 февраля вице-президент Египта Омар Сулейман подтвердил, что Гамаль Мубарак не будет участвовать в выборах.